# IGFBP2
IGFBP2‏ (Insulin like growth factor binding protein 2) هوَ بروتين يُشَفر بواسطة جين IGFBP2 في الإنسان.